# Abaza Hasan Pascha
Abaza Hasan Pascha (osmanisch ابازه حسن پاشا, türkisch Abaza Hasan Paşa; † 16. Februar 1659 in Aleppo) war ein Provinz-Gouverneur im  Osmanischen Reich. Er organisierte 1658 einen Aufstand gegen die osmanische Regierung, in dessen Verlauf er ermordet wurde.

## Leben
Über die Herkunft und das frühe Leben von Abaza Hasan Pascha ist nichts bekannt, außer dass er der ersten der sogenannten Sechs Kavalleriedivisionen, einer Eliteeinheit ottomanischer berittener Soldaten, angehörte. In den Quellen taucht er erstmals 1648 zu Beginn der Regierungszeit des Sultans Mehmed IV. auf, als ihm die Gefangennahme des Rebellen Kara Haydaroğlu gelang. Für diese Tat erhielt er unter dem Titel eines Wojewoden der Turkmenen das Oberkommando über die Turkmenen Anatoliens. 1651 wurde er grundlos auf Betreiben einer Hofpartei von Janitscharen-Kommandeuren abgesetzt. Daraufhin organisierte er eine erste Revolte, sammelte eine Schar um sich, griff die Umgebung von İzmit an und plünderte Kastamonu. Der gegen ihn gesandte Beylerbey des Eyâlet Sivas, İbşir Mustafa Pascha, verbündete sich mit ihm. Beide gehörten der kaukasischen Volksgruppe der Abasinen an und besiegten den Beylerbey des Eyâlet Karaman, Katırcıoğlu Mehmed Pascha, der als Nächster beauftragt war, Abaza Hasan zu bekämpfen. Nach dem Sturz der Abaza Hasan feindlich gesinnten Janitscharen-Kommandanten schlossen die Aufständischen mit der osmanischen Regierung Frieden. Abaza Hasan unterwarf sich und erhielt wieder das Amt des Wojewoden der Turkmenen, während İbşir Pascha zum Gouverneur von Aleppo ernannt wurde.
In der Folge blieben Abaza Hasan und İbşir Pascha verbündet und spielten eine wichtige Rolle in der anatolischen Politik. Als İbşir Pascha im Oktober 1654 auf Befehl Mehmeds IV. zum Großwesir aufstieg, begleitete ihn Abaza Hasan von Aleppo nach Istanbul und fungierte als sein vertrauter Berater. Bereits im Mai 1655 wurde İbşir Pascha aber hingerichtet. Abaza Hasan zog sich daraufhin mit den ihm verbliebenen Truppen nach Anatolien zurück. Kürd Mehmed Agha, der an İbşir Paschas Exekution beteiligt gewesen war, suchte auch weitere frühere Unterstützer des Hingerichteten zu schwächen. So wurde einer von diesen, der zum Gouverneur des Eyâlet Karaman ernannte Seydi Ahmed Pascha, aufgrund der Umtriebe Kürd Mehmeds von der Bevölkerung nicht in seine Provinzhauptstadt Konya eingelassen, woraufhin er sich mit Abaza Hasan verbündete. Seydi wurde indessen auf den Gouverneursposten von Aleppo berufen; als er dort mit Abaza Hasan ankam, hatten sich die Einwohner dieser Stadt aber ebenfalls durch Kürd Mehmed gegen ihn aufhetzen lassen. Schließlich konnte sich Seydi Aleppos bemächtigen. Nach der Ernennung von Boynuyaralı Mehmed Pascha zum Großwesir im April 1656 kam Abaza Hasan beim ottomanischen Hof wieder in Gunst und erhielt den Posten des Gouverneurs des Eyâlet Diyarbakır. Im Februar 1657 wurde er vom neuen Großwesir Köprülü Mehmed Pascha zum Statthalter von Aleppo ernannt.
Köprülü suchte durch hartes und grausames Durchgreifen die Zentralgewalt des ottomanischen Reichs wieder zu stärken. Abaza Hasan widersetzte sich Köprülüs Befehl, sich mit seiner Armee für einen geplanten Feldzug gegen Siebenbürgen einzufinden. Stattdessen stellte er sich an die Spitze einer beträchtlichen Armee, scharte mächtige Verbündete um sich und zettelte in Anatolien einen erneuten Aufstand an. Er forderte vom Sultan die Absetzung des Großwesirs, da dieser viele unschuldige Leute habe töten lassen. Der Sultan lehnte dieses Anliegen ab. Mit seinem Heer zog Abaza Hasan von Konya nach Bursa, konnte diese Stadt aber nicht einnehmen. Mehmed IV. rief den mittlerweile in Siebenbürgen kämpfenden Köprülü zurück und beauftragte unterdessen Murtaza Pascha mit der Bekämpfung der Rebellen. Abaza Hasan kehrte in die Gegend von Konya zurück und besiegte im Dezember 1658 die Armee von Murtaza Pascha nahe Ilgın. Die Aufständischen bezogen dann in der südostanatolischen Stadt Aintab Winterquartiere. Der Armee Abaza Hasans standen während des ungewöhnlich harten Winters zunehmend weniger Vorräte zur Verfügung; Desertionen häuften sich. So nahm Abaza Hasan Verhandlungen mit dem in Aleppo residierenden Murtaza Pascha auf. Gegen Sicherheitsversprechen war er zur Unterwerfung bereit und fand sich mit seinen höchsten Befehlshabern in Aleppo ein. Während der Vorbereitung auf das Nachtgebet wurde er aber am 16. Februar 1659 verräterischerweise von Attentätern überfallen, die ihm die Kehle durchschnitten. Seinem Leichnam wurde der Kopf abgehauen und in Istanbul zur Schau gestellt.